# Valea Popii (gmina Mihăești)
Valea Popii – wieś w Rumunii, w okręgu Ardżesz, w gminie Mihăești. W 2011 roku liczyła 897 mieszkańców.